# Бецау
Бецау (нем. Bezau) — коммуна (нем. Gemeinde) в Австрии, в федеральной земле Форарльберг.
Бецау входит в состав округа Брегенц, и является значительной местностью Брегенцского леса. Площадь общины составляет 34,41 км², население — 2031 человек (1 января 2021), плотность населения — 58 чел./км². Официальный код — 80204.

## Население
| Год  | Численность |
| ---- | ----------- |
| 1869 | 979         |
| 1889 | 926         |
| 1890 | 923         |
| 1900 | 1003        |
| 1910 | 1140        |
| 1923 | 1172        |
| 1934 | 1295        |
| 1939 | 1228        |
| 1951 | 1468        |
| 1961 | 1484        |
| 1971 | 1559        |
| 1981 | 1554        |
| 1991 | 1708        |
| 2001 | 1878        |
| 2011 | 1967        |
| 2021 | 2031        |

## Политическая ситуация
Бургомистр коммуны — Георг Фрёвис по результатам выборов 2005 года. Совет представителей коммуны (нем. Gemeinderat) состоит из 18 мест.
- местный блок: 18 мест.